# فيرمير الأخير
فيرمير الأخير (بالإنجليزية: The Last Vermeer)‏ هو فيلم دراما أمريكي إنتاج سنة 2019 من إخراج دان فريدكين وبطولة غاي بيرس،كلايس بانج،فيكي كريبس وأوجست ديل.
تم عرض الفيلم في مهرجان تيلورايد السينمائي في 31 أغسطس 2019، ومن المقرر عرضه في صالات السينما في 4 ديسسمبر 2020.